# John Carl Hinshaw

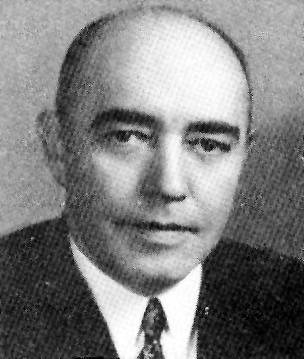
John Carl Hinshaw

John Carl Williams Hinshaw (* 28. Juli 1894 in Chicago, Illinois; † 5. August 1956 in Bethesda, Maryland) war ein US-amerikanischer Politiker. Zwischen 1939 und 1956 vertrat er den Bundesstaat Kalifornien im US-Repräsentantenhaus.

## Werdegang
John Hinshaw besuchte die öffentlichen Schulen seiner Heimat und studierte danach an der  Valparaiso University in Indiana. Anschließend setzte er seine Ausbildung bis 1916 an der Princeton University fort. Später absolvierte er noch einen Wirtschaftskurs (Business Administration) an der University of Michigan in Ann Arbor. Während des Ersten Weltkrieges diente Hinshaw zwischen 1917 und 1919 als Oberleutnant und später als Hauptmann bei den Pionieren der US Army. Zwischen 1920 und 1926 arbeitete er in der Automobilbranche in Chicago; danach stieg er in das Bankgewerbe ein. 1929 zog er nach Pasadena in Kalifornien, wo er im Immobiliengeschäft und in der Versicherungsbranche tätig wurde. Gleichzeitig schlug er als Mitglied der Republikanischen Partei eine politische Laufbahn ein. 1936 kandidierte er noch erfolglos für das US-Repräsentantenhaus.
Bei den Kongresswahlen des Jahres 1938 wurde Hinshaw dann aber im elften Wahlbezirk von Kalifornien in das US-Repräsentantenhaus in Washington, D.C. gewählt, wo er am 3. Januar 1939 die Nachfolge von John S. McGroarty antrat. Nach acht Wiederwahlen konnte er bis zu seinem Tod am 5. August 1956 im Kongress verbleiben. Bis 1941 wurden dort die letzten der New-Deal-Gesetze der Bundesregierung unter Präsident Franklin D. Roosevelt verabschiedet. Seit 1941 war auch die Arbeit des Kongresses von den Ereignissen des Zweiten Weltkrieges und dessen Folgen geprägt. Später erlebte Hinshaw als Abgeordneter auch den Beginn des Kalten Kriegs, den Koreakrieg und die Bürgerrechtsbewegung. Seit 1943 vertrat er im Kongress als Nachfolger von Edouard Izac den 20. Distrikt seines Staates. Er war zeitweise Mitglied im Ausschuss für Binnen- und Außenhandel und im Joint Atomic Energy Committee. Im Jahr 1947 gehörte er auch dem Air Policy Board an. Zum Zeitpunkt seines Todes war John Hinshaw bereits zur Wiederwahl nominiert.